# Hussigny-Godbrange
 Hussigny-Godbrange  es una población y comuna francesa, en la región de Lorena, departamento de Meurthe y Mosela, en el distrito de Briey y cantón de Herserange.

## Demografía
| 4056 | 3499 | 3208 | 2871 | 2827 | 3076 |
| Para los censos de 1962 a 1999 la población legal corresponde a la población sin duplicidades (Fuente: INSEE [Consultar]) |      |      |      |      |      |